# Yeritasardakan (métro d'Erevan)
Yeritasardakan (en arménien Երիտասարդական) est une station de l'unique ligne du métro d'Erevan située dans le district de Kentron à Erevan.

## Situation sur le réseau

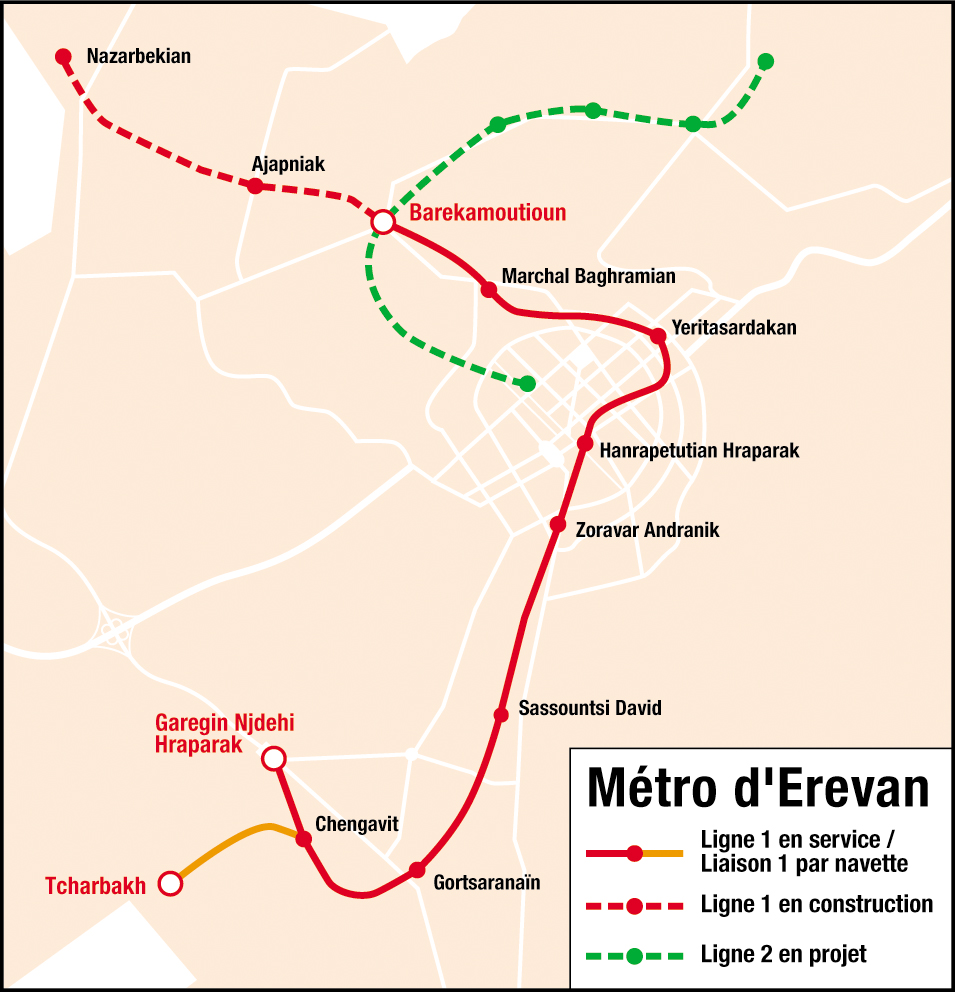
Plan de la ligne.

## Histoire
La station de Yeritasardakan est mise en service le 7 mars 1981. Son nom signifie « jeunesse » en arménien. C'est le regroupement des écoles et des universités dans le quartier qui a donné le nom à cette station.
Il est prévu qu'elle soit la station de correspondance avec la future ligne 2, en projet depuis la fin des années 1980.

## La station

### Accès et services
La station se trouve sous la rue Isahakian.

### Desserte
Yeritasardakan  est desservie par les rames qui circulent sur la ligne.

### Intermodalité
À proximité des arrêts de transports en commun sont desservis par des bus de la ligne 34.
À une centaine de mètres se situent l'opéra d'Erevan et la place de France. Elle dessert principalement le quartier des universités.